# رافائل کیزوتر

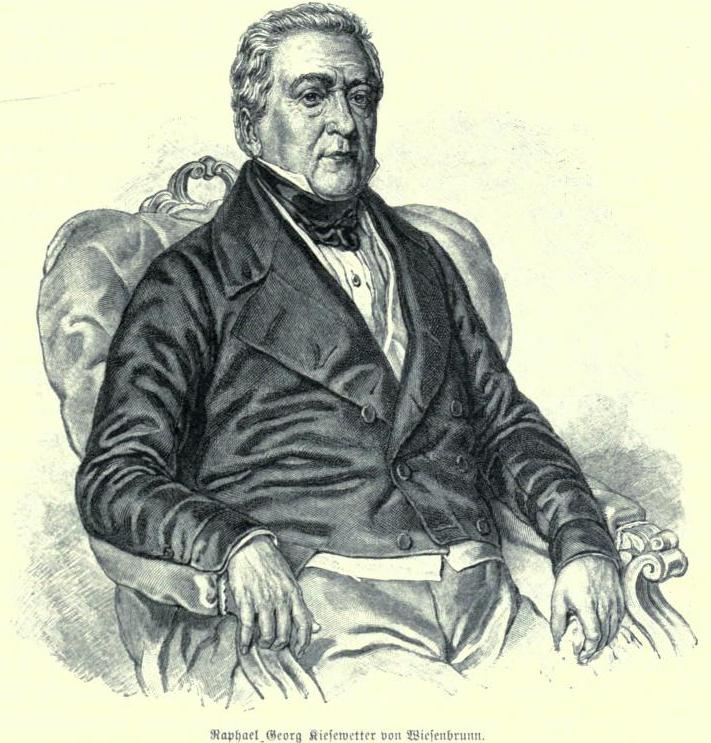

رافائل یورگ کیزوتر (به آلمانی: Raphael Georg Kiesewetter)؛ زادهٔ ۲۹ اوت ۱۷۷۳ در هولشو – درگذشتهٔ ۱ ژانویهٔ ۱۸۵۰ در بادن بی وین) موسیقی‌دان اتریشی قرن هجدهم و نوزدهم بود.